# Vanuatska nacionalna knjižnica
Vanuatska nacionalna knjižnica je nacionalna knjižnica države Vanuatu. Knjižnica se nalazi u Vanuatskom kulturnom centaru u Port Vili sadrži oko 15.000 knjiga, a služi i kao nacionalni repozitorij za "rijetke i posebne" materijale, te za pozajmljivanje knjiga. Osnovana je u travnju 2004. godine.
Knjižnica posjeduje dvije "posebne kolekcije", jedna posvećena Vanuatu i drugi posvećenu ostalim dijelovima Tihog oceana. Sadrži nekih "500 rariteta" o Vanuatu, ponajprije zbirke rijetkih knjiga. Rijetka i posebne zbirka uključuje antropološke i arheološke materijale, umjetnost i umjetnost referencama, autobiografske zapise i biografije, veliki dio radova je na jezicima Vanuatua.